# رولية برية
رولّية برية (الاسم العلمي Ruellia tuberosa
)، نبات عشبي معمر قائم موطنه أميركا الوسطى وجُنس في دول عدة من جنوب آسيا وجنوب شرق آسيا. وفي موطنه ينمو على حواف الغابات والمروج في التربة الطيية الرطبة
وعلى حواف الأنهار إضافة إلى الأراضي المهجورة.

## الوصف
هي عبارة عن شجيرة صغيرة كثيفة سريعة النمو عديدة الأفرع ذات الشعيرات تنمو حتى ارتفاع 80 سم.
والأوراق بسيطة مستقيمة متقابلة بيضاوية الشكل. والساق سوداء أرجوانية. والجذور ريزومية متشحمة تساعد
النبات على الانتشار بقوة. وينتج أزهاراً زرقاد بنفسجية تنتج بصورة هائلة طوال العام وهي قمعية الشكل يصل
طولها إلى 5 سم. والثمرة الناضجة عبارة عن علبة بنية اللون طولها حوالي 3 سم وتحوي بداخلها 7- 8 بذور. والثمرة
الناضجة تنفجر محدثة دوياً عند ابتلالها ناثرة البذور بعيداً. والنبات يتطلب ضوء الشمس الكامل أو الظل الخفيف
وتربة رملية جيدة الصرف. وربما تسود الأوراق بفعل الصقيع في الرياض ولكنها تسترد عافيتها مرة أخرى. والنبات
يتطلب الري المنتظم وقد يتحمل بعض الجفاف.